# Magnus Dahlander

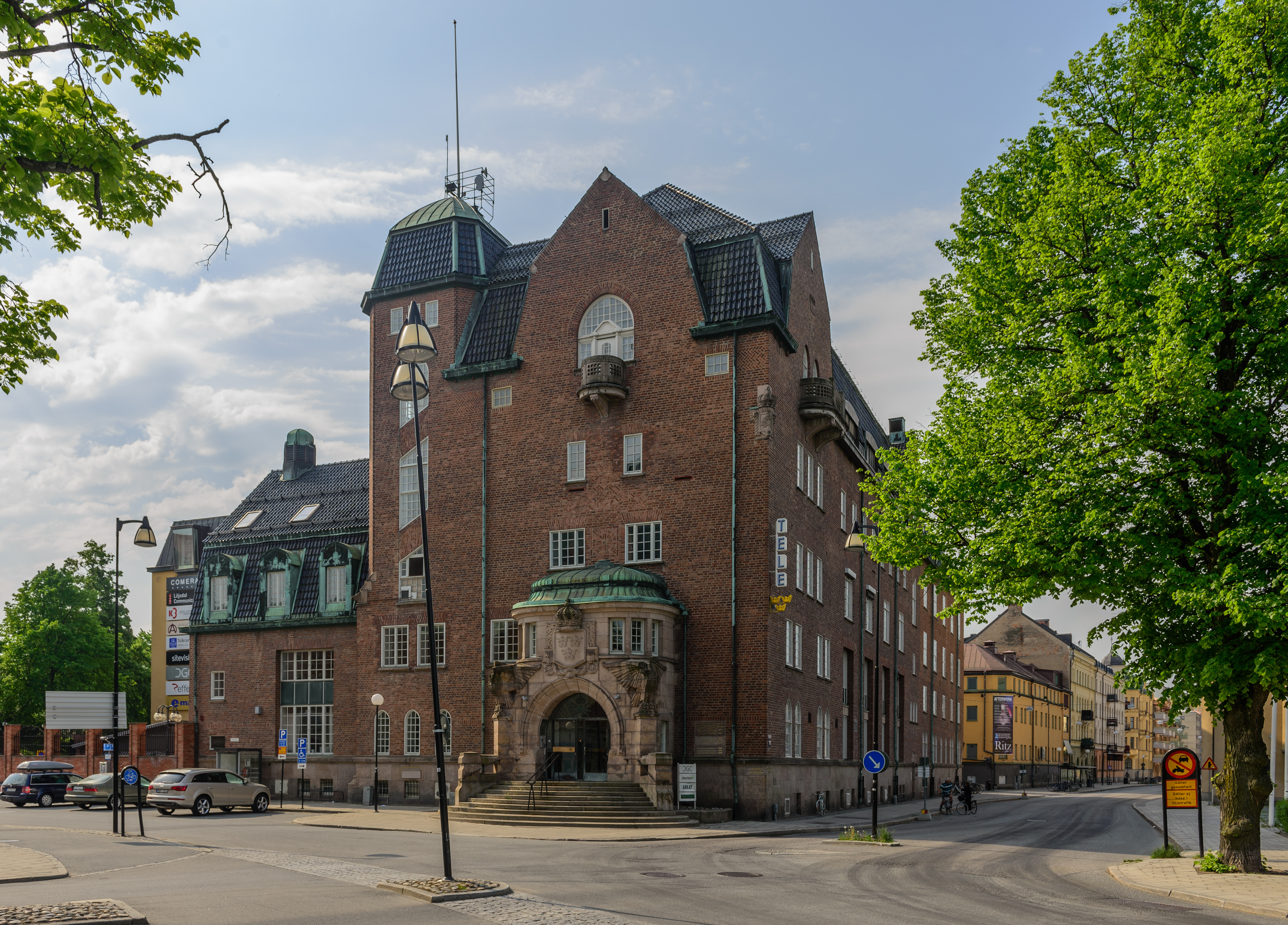
Post- och Telegrafhuset i Örebro.

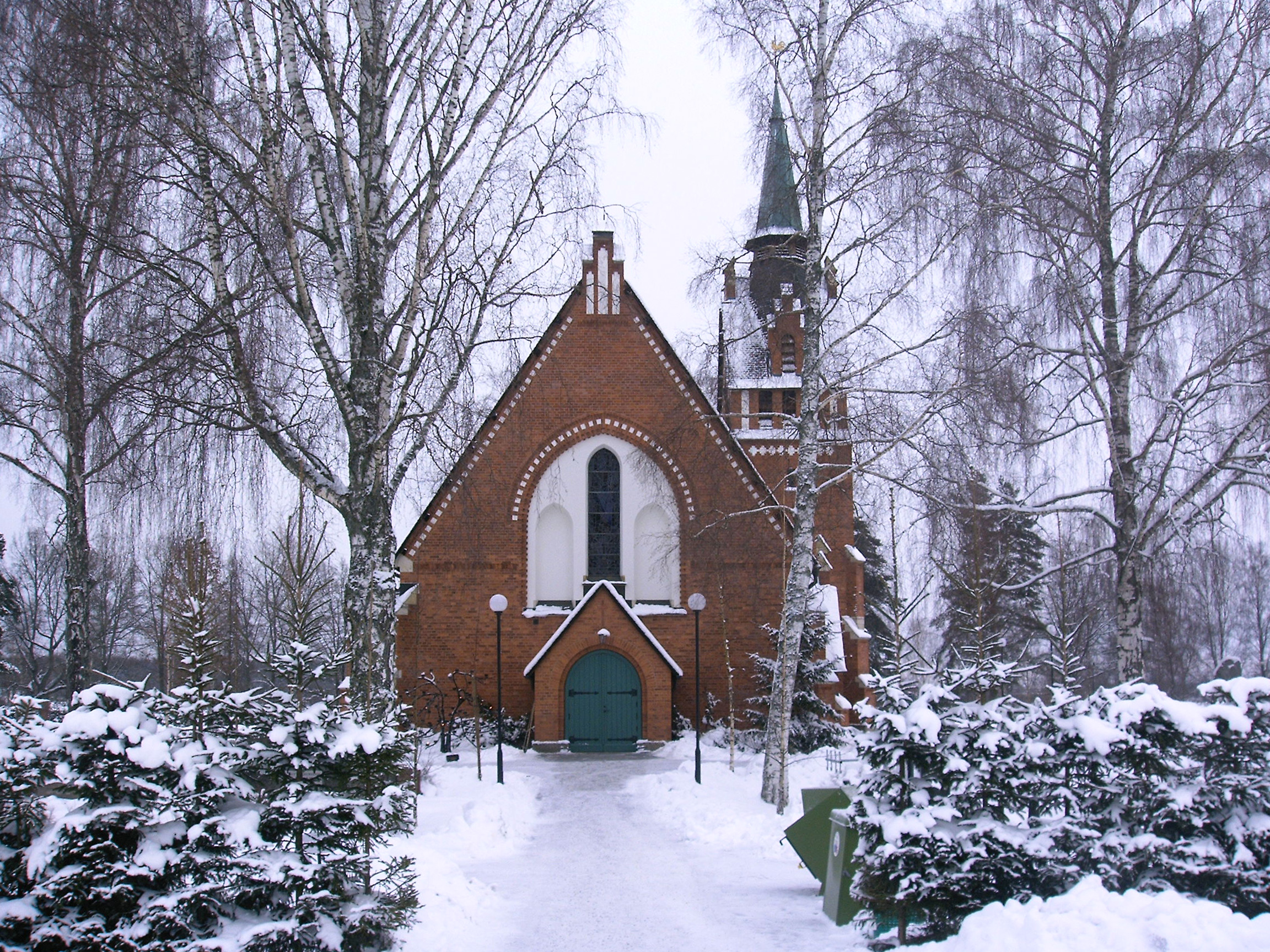
Längbro kyrka, västervy.

Magnus Emil Dahlander, född 2 augusti 1862 i Säter, död 8 maj 1951 i Säter, var en svensk arkitekt.

## Biografi
Dahlander var son till apotekaren Axel Elias Dahlander och Emilie Augusta Nordfeldt samt gift första gången 1888 med Naemi P:son Werner och andra gången från 1915 med Minnie Westerberg.
Dahlander tog studentexamen i Örebro år 1883, och studerade vid Kungliga Tekniska högskolan i Stockholm 1883–1884 och 1886–1888 samt i Köpenhamn i  Det Tekniske Selskabs skole och på Martin Nyrops ateljé 1884–1886. Han vistades i Nordamerika 1888–1896. Åren 1899–1914 verkade han som stadsarkitekt i Örebro. Åren 1914–1917 var han arkitekt i Arméns kasernbyggnadsnämnd. Han var länsarkitekt i Kopparbergs län 1920–1934, i Västmanlands län 1922–1934 och i Gävleborgs län 1923–1933 och ordförande för Svenska konstnärernas förening 1925–1918. Magnus Dahlander är begravd på Nikolai kyrkogård i Örebro.

## Byggnadsverk, urval
- Kapell vid Shephardkyrkan, Brooklyn, New York, 1892
- S:t Andrew's Memorial Presbyterian Chapel, Brooklyn, 1893
- S:t Mary's kyrka, bostads- och affärshus, Brooklyn, samt villor invid New York
- Kullens fyr, Skåne, 1898
- Karolinska skolan Örebro, om- och tillbyggnad av huvudbyggnaden, 1899
- Längbro kyrka, Örebro, 1899–1901
- Lektor Bergmans villa i Örebro 1902
- Tillbyggnad av Kåvi säteri 1902
- Sjukstuga och fattiggård i Askersund, 1902[5]
- Epidemisjukhuset, Örebro, 1903–1914
- Risbergska skolan vid Oskarsparken i Örebro 1904 (senare del av Engelbrektsskolan)
- Sinnesslöanstalten (Kristinahemmet), Askersund, 1905[6]
- Sjukstuga i Nora, 1906
- Karolinska skolan Örebro, gymnastikbyggnad, 1909
- Örebro stads gas- och elverk, tillbyggnad kontor, Vasagatan 9-11, 1910
- Hackvads kyrka, Örebro län, 1910
- Adolfsbergs sanatorium, Örebro, 1912
- Garphytte sanatorium, 1912
- Post- och Telegrafhuset, Örebro, 1912–1914, sedan 2003 byggnadsminne
- Kaserner (andra serien kasernetablissement för arméns kasernbyggnadsnämnd enligt 1901 års härordning) 1919–1923
  - Kronobergs regemente, Växjö
  - Eksjö garnison
  - Södermanlands regemente, Strängnäs
  - Livgrenadjärregementet, Linköping
  - Norra skånska infanteriregementet, Kristianstad
- Kommunalhus i Grangärde, cirka 1920
- Stadsplan för Säters stad 1924
- Amsbergs kapell, restaurering, 1925
- Lantmäterikontor, Falun, 1929
- Stadsplan för Avesta 1935

## Bilder

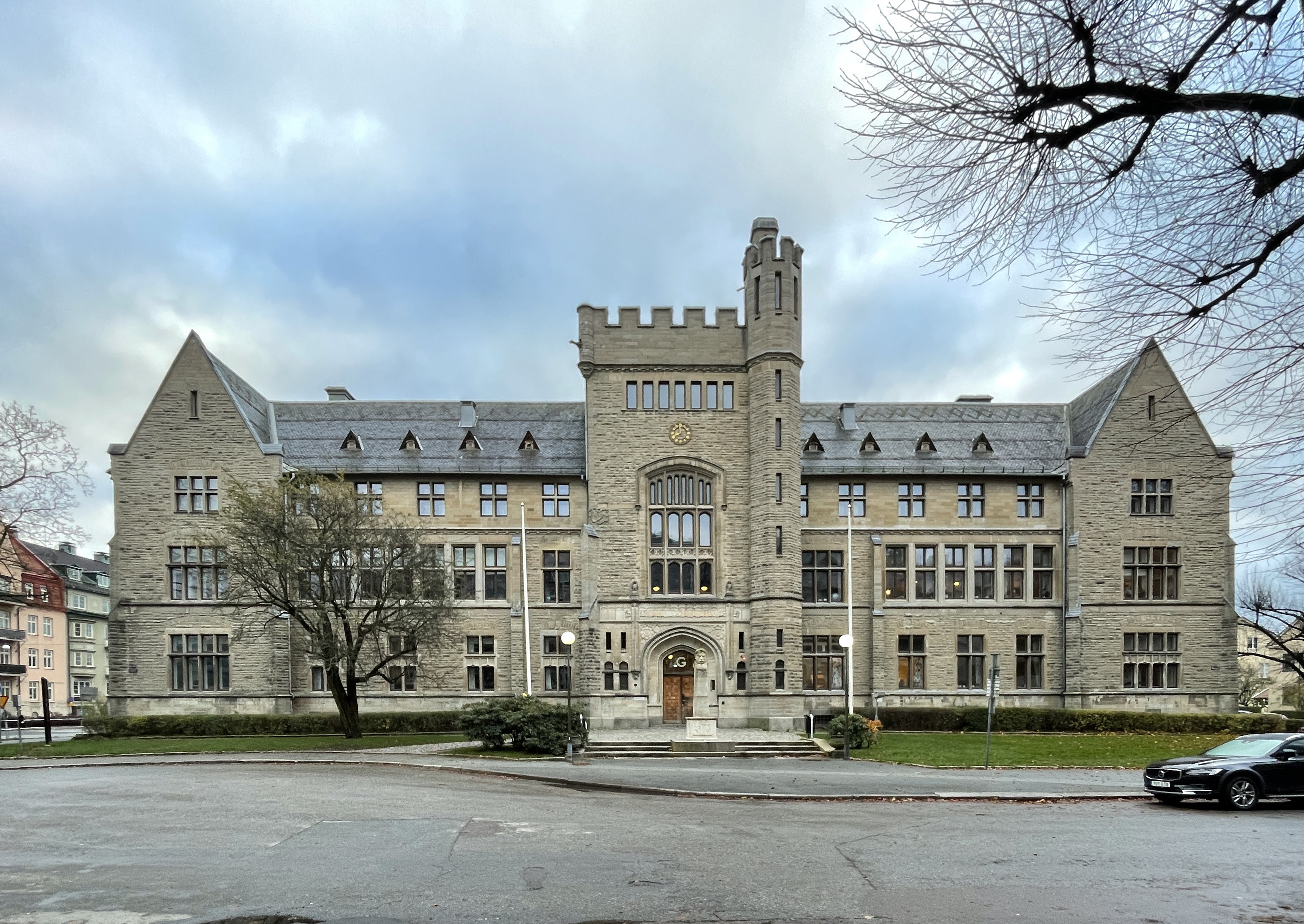
Örebro Tekniska Elementarskola, Örebro
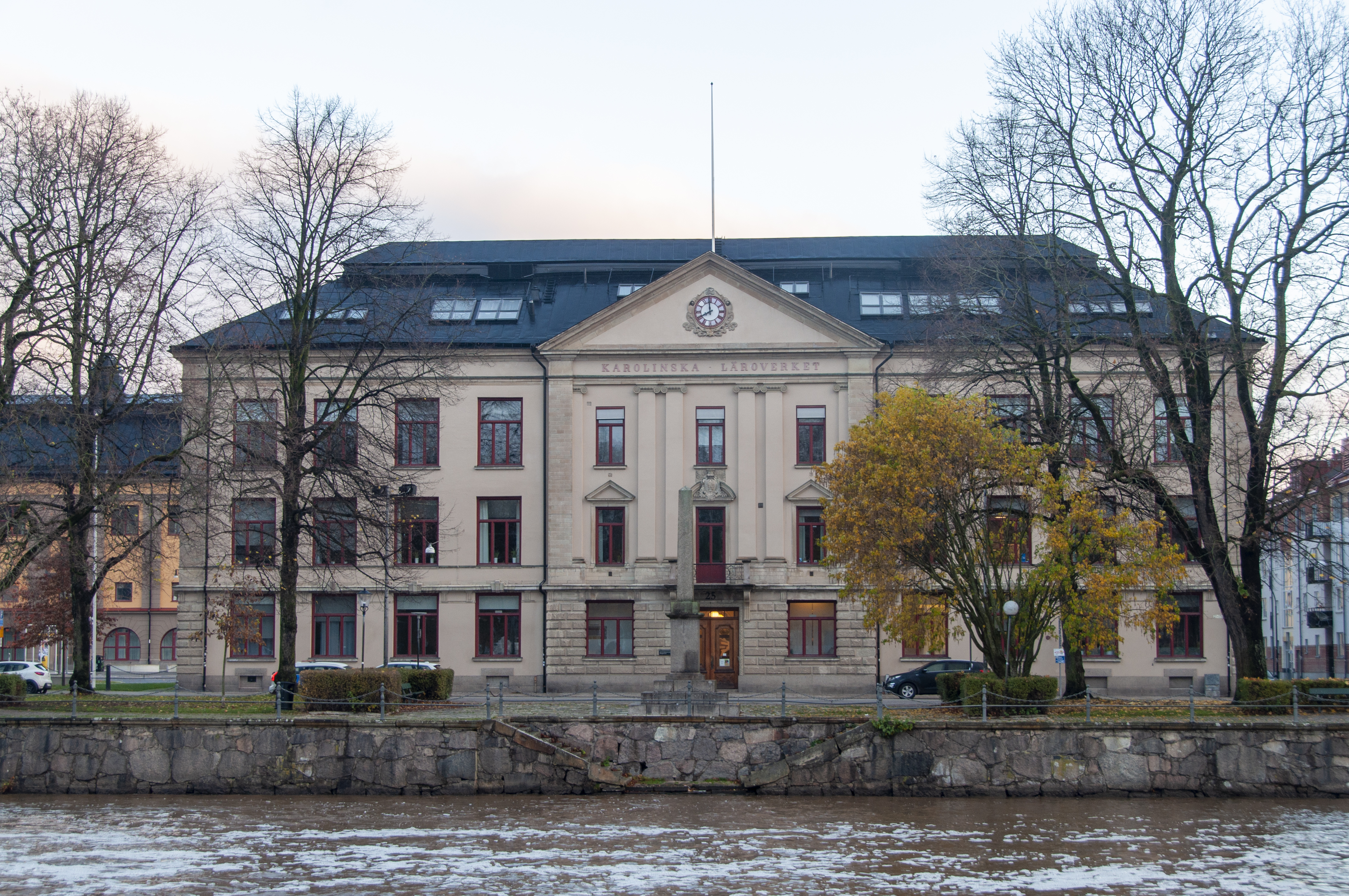
Karolinska högre allmänna läroverk, Örebro
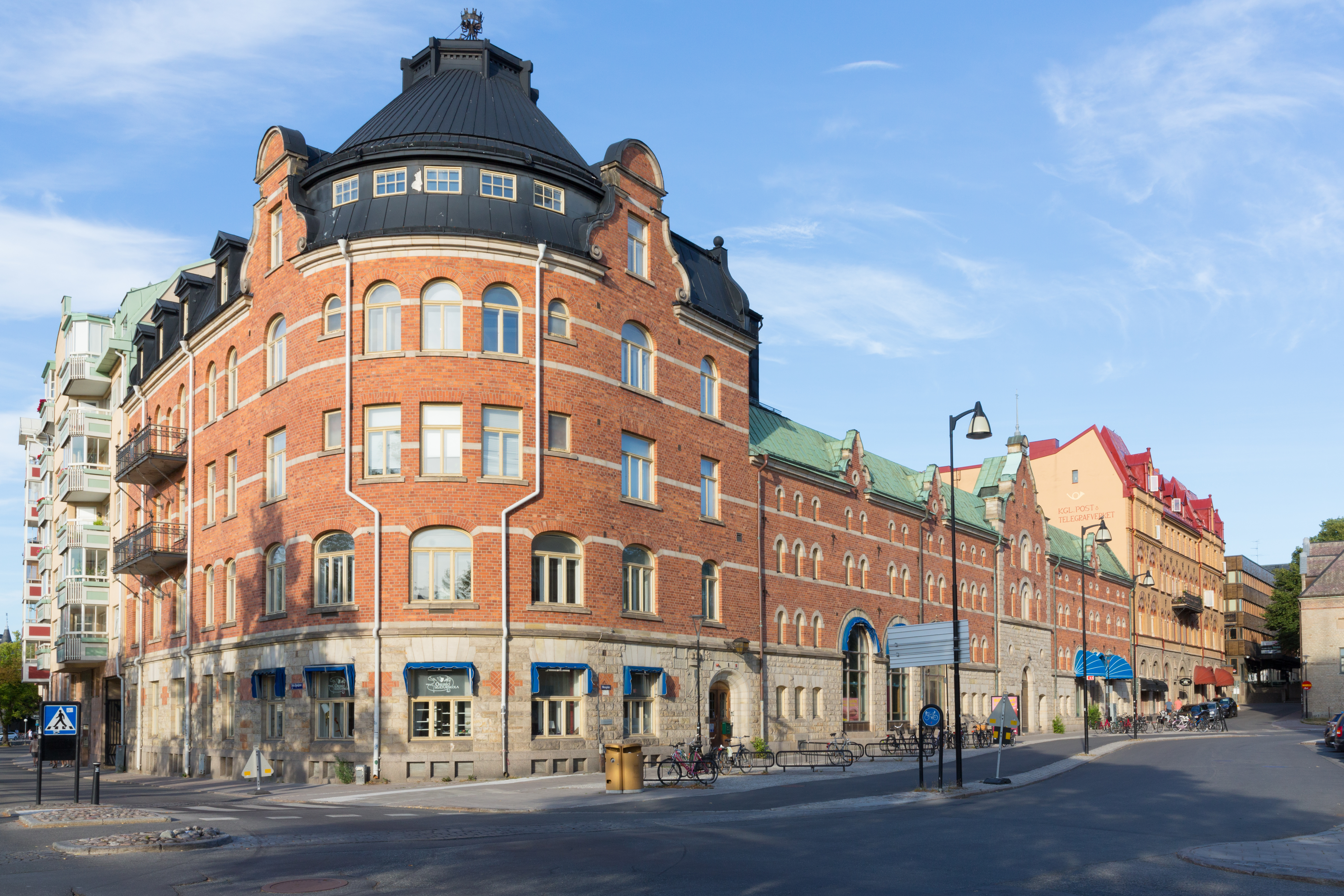
Elverket, Örebro
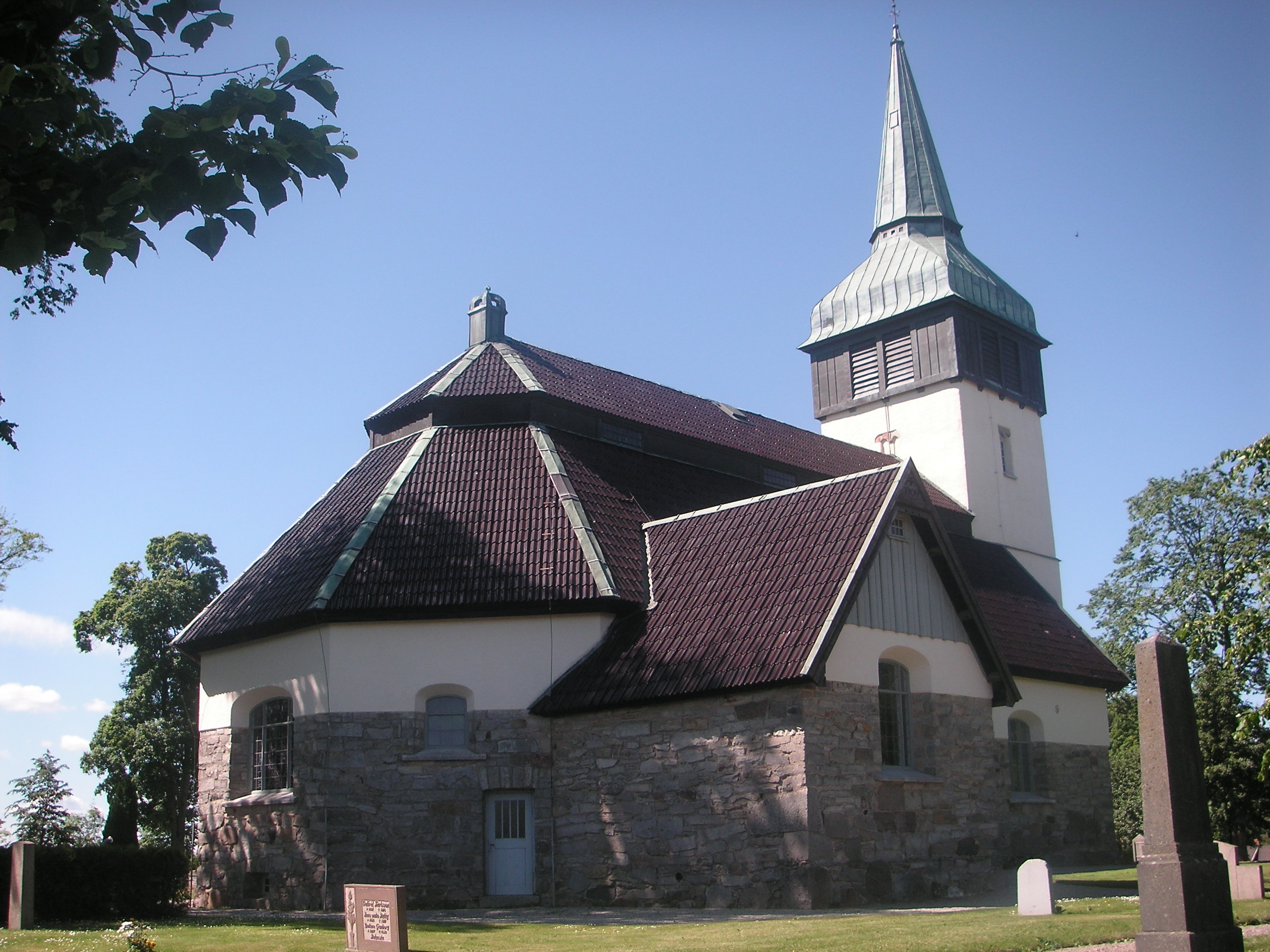
Häckvads kyrka